# Basilique de Sainte-Colline
La basilique de Sainte-Colline est une basilique mineure située à Głogówko, en Pologne.
Son architecture s'inspire de la basilique Santa Maria della Salute de Venise.
C'est un des monuments historiques de Pologne.

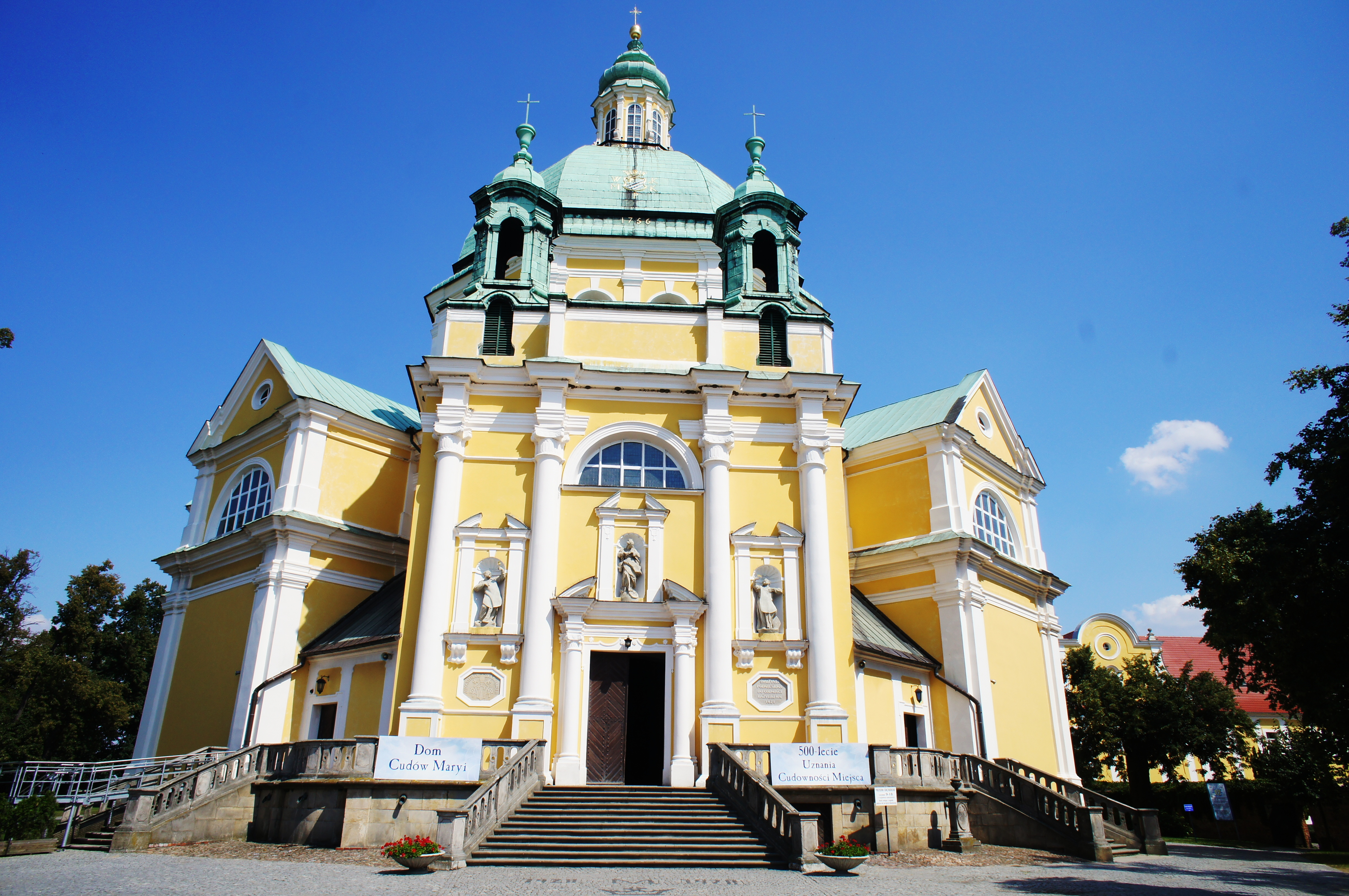
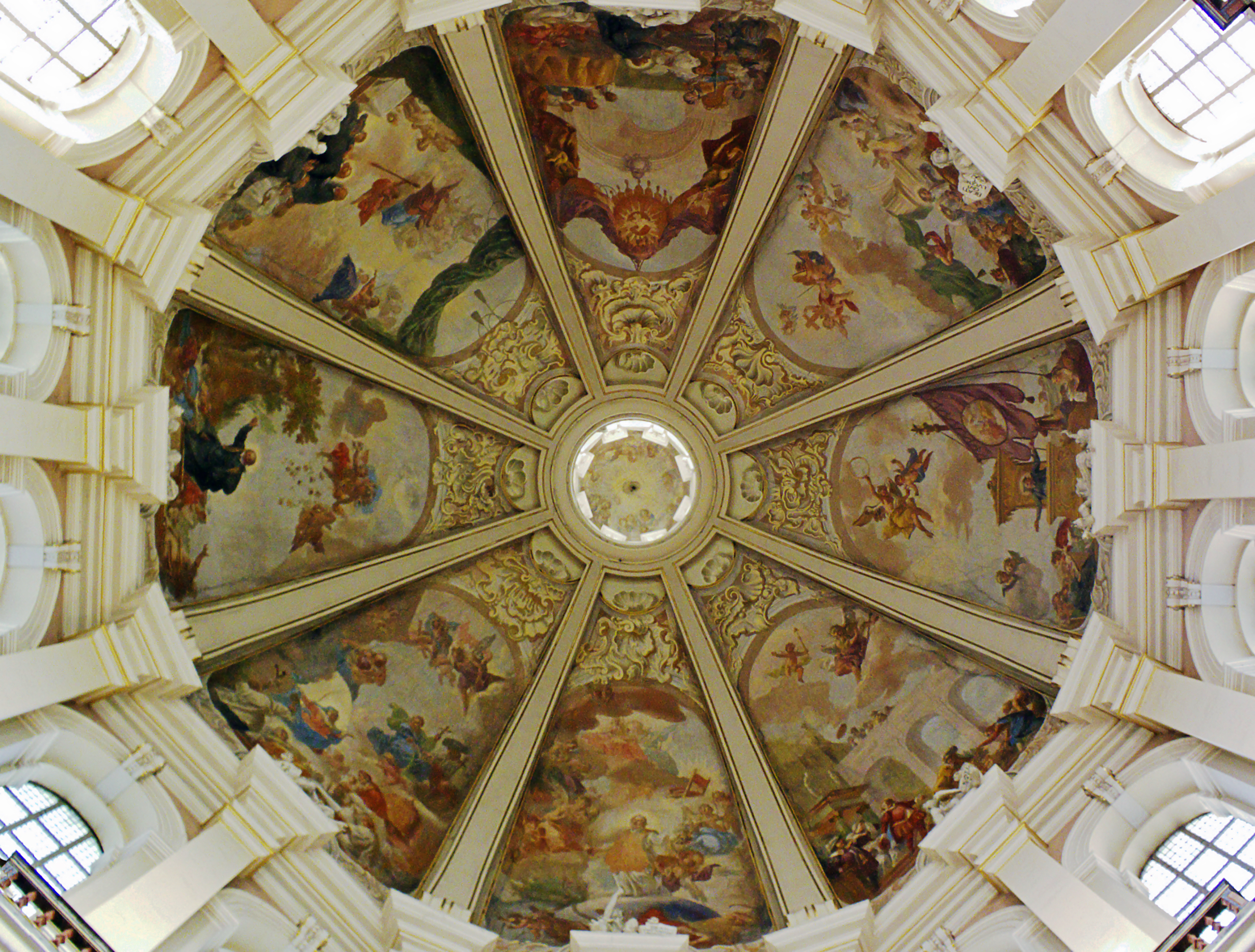
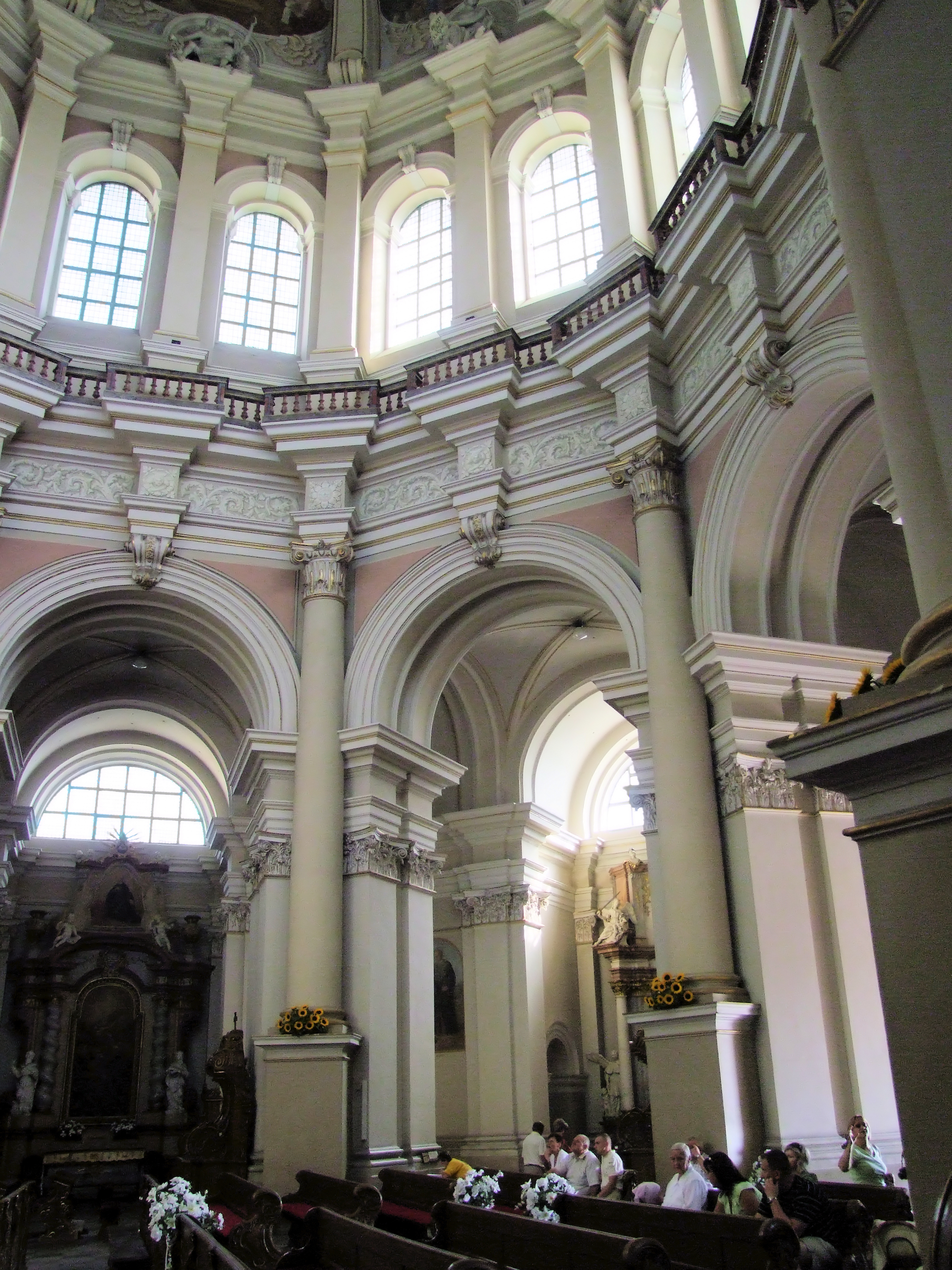
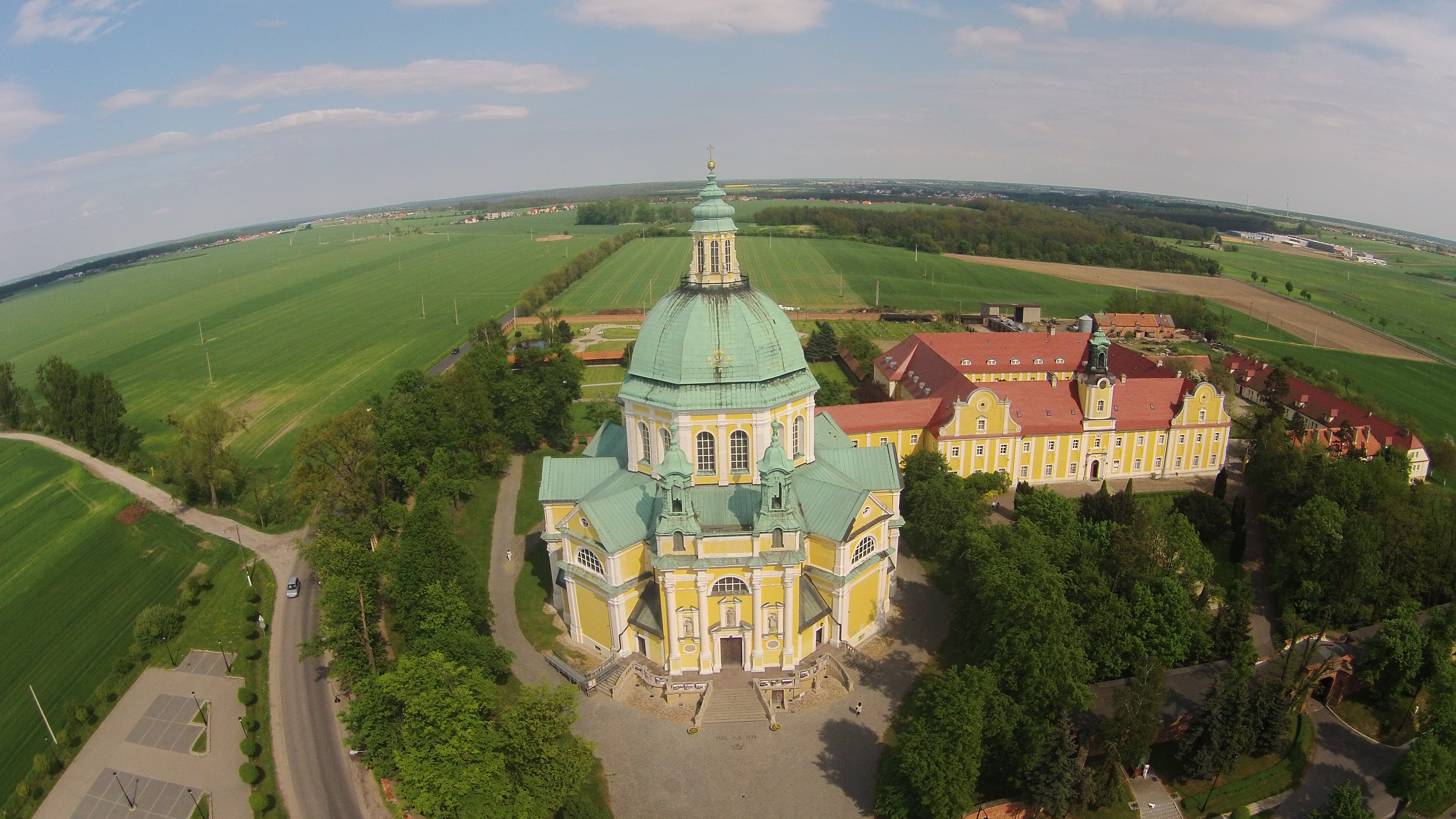